# Pedro Benítez (Fußballspieler, 1901)
Pedro Manuel Benítez Arpolda (* 12. Januar 1901 in Luque; † 31. Januar 1974) war ein paraguayischer Fußballspieler. Der Torwart nahm an der Fußball-Weltmeisterschaft 1930 teil.

## Karriere

### Verein
Pedro Benítez begann seine Karriere in seinem Heimatland bei Libertad. 1932 spielte er für den argentinischen Verein CA Atlanta, für den er neun Spiele bestritt. Weitere Stationen sind nicht bekannt. Mit einer Körpergröße von 1,66 m gehört er zu den kleinsten Torwarten.

### Nationalmannschaft
Benítez gehörte zum Aufgebot der paraguayischen Nationalmannschaft bei der Fußball-Weltmeisterschaft 1930 in Uruguay und spielte das zweite Gruppenspiel gegen Belgien.

## Erfolge
Libertad
- Paraguayischer Meister: 1930